# کشته‌شدن ناستیا بوریک
ناستیا بوریک (اوکراینی: Настя Борик) و شش عضو دیگر خانواده‌اش در روز یکشنبه ۱۶ ژوئن ۲۰۲۵ (۲۵ خرداد ۱۴۰۴) (روز سوم جنگ) در حملهٔ موشکی ایران به ساختمانی مسکونی در شهر ساحلی بت یام در مرکز اسرائیل جان خود را از دست دادند. این خانواده مدت‌ها بود برای درمان سرطان فرزندشان، ناستیا در اسرائیل به سر می‌بردند.

## ماجرا
حدود سه سال پیش از واقعه، چند ماه پس از شروع تهاجم روسیه به اوکراین، ماریا پشکوروا (۳۰ ساله) مادر ناستیا متوجه شد وضعیت سلامت دخترش به‌شدت نگران‌کننده است. با همسرش آرتم تماس می‌گیرد که از چند ماه پیش از آن به ارتش اوکراین پیوسته بود، و می‌گوید دخترشان شروع کرده به کم‌غذا خوردن و خیلی لاغر شده است. آنها ابتدا به کی‌یف رفتند و در روز ۲۹ اوت ۲۰۲۲ تأیید می‌شود که ناستیا سرطان خون دارد.» سپس ناستیا به بیمارستانی در اودسا، محل اقامت خانواده‌اش، منتقل می‌شود، اما امکانات درمانی موردنیاز ناستیا در آن‌جا وجود ندارد. آرتم از ارتش اوکراین مرخصی می‌گیرد تا کنار خانواده‌اش باشد و دربارهٔ ادامهٔ مسیر درمان تصمیم بگیرد. در نهایت تصمیم گرفته می‌شود ماریا دخترشان را به اسرائیل ببرد و آرتم در جنگ اوکراین باقی بماند.
این خانواده از یک مؤسسه خیریه اوکراینی به نام «شانسی برای زندگی» که برای بیماران سرطانی و خانواده‌هایشان حمایت مالی فراهم می‌کند، کمک می‌گیرند و در سال ۲۰۲۲ اولنا (۶۰ ساله)، مادر ماریا و مادربزرگ ناستیا، به اسرائیل می‌رود تا در طول درمان کمک‌حال آن‌ها باشد. بعدتر، دو پسرخالهٔ ناستیا، کنستانتین توتویچ (۹ ساله) و ایلیا پشخوروف (۱۳ سالهٔ) نیز به اسرائیل می‌روند؛ و باعث می‌شود ناستیا حال روحی پیدا کند.
اما درمان سرطان طولانی می‌شود و بیماری ناستیا چندین بار عود می‌کند. همزمان هزینه‌های درمان هم خانواده را تحت‌فشار قرار می‌گذارد. ماریا شروع می‌کند به جمع‌آوری کمک‌های مالی آنلاین برای تأمین هزینه‌های پزشکی و ویدئوهایی از ناستیا در اینستاگرام منتشر می‌کند.
در روز 	۱۶ ژوئن ۲۰۲۵ (۲۵ خرداد ۱۴۰۴)، موشک‌های ایرانی به یک مجتمع مسکونی در شهر بت‌یام در جنوب تل‌آویو اصابت کرد؛ جایی که خانوادهٔ ناستیا در آن اقامت داشتند. آپارتمان محل زندگی این خانواده در اثر حمله موشکی به‌طور جزئی تخریب شد، ۱۰ نفر قربانی گرفت و ده‌ها غیرنظامی دیگر زخمی شدند. ناستیا، مادرش ماریا، مادربزرگ ناستیا و دو پسرخالهٔ نوجوان ناستیا هم در میان کشته‌شدگان بودند.